# Daniel Núñez
Daniel Ignacio Núñez Arancibia (Santiago, 7 de enero de 1971) es un sociólogo y político chileno, militante del Partido Comunista de Chile (PCCh). Desde 2022 ejerce como senador de la República representando a la Región de Coquimbo. Anteriormente fue diputado por la misma zona.

## Biografía
Sus padres son Omar Núñez y Fedora Arancibia. Está casado con Rossana Zurita y es padre de dos hijos. 
Cursó la educación media en el Colegio Francisco de Miranda y luego en el Liceo de Aplicación. Ingresó a militar a las Juventudes Comunistas en su época escolar, cuando también fue dirigente secundario. En 1988 presidió la Federación de Estudiantes Secundarios de Santiago.
Realizó los estudios universitarios en la Facultad de Ciencias Sociales de la Universidad de Chile, donde se tituló como sociólogo. Posee un magíster en Estudios Sociales y Políticos Latinoamericanos, en la Universidad Alberto Hurtado. Dentro de la Universidad de Chile fue dirigente estudiantil, llegando a ocupar la secretaría general de la FECh en 1992.
En 2003, Daniel Núñez fue unos de los socios iniciales de la sociedad comercial Ediciones ICAL Ltda., relacionada con el Instituto de Ciencias Alejandro Lipschutz (ICAL). También fue director del Instituto de Ciencias Alejandro Lipschutz (ICAL) entre los años 2006 y 2008.
En octubre de 2004, Núñez ingresó como miembro de la asamblea de socios de la Corporación Universidad Arcis. Hacia el año 2009, fue elegido como uno de los siete miembros del directorio de la Universidad ARCIS, asumiendo el cargo de secretario general de esa universidad, entre los años 2011 y 2013, en reemplazo de Andrés Pascal Allende. En diciembre de 2013, Núñez renunció al directorio de la Universidad ARCIS.

## Vida política
Entre 1998 y 2001 fue secretario general de las Juventudes Comunistas de Chile, posteriormente se integraría al Comité Central y a la Comisión Política del Partido Comunista de Chile.
En noviembre del 2013 fue electo diputado por el Partido Comunista, en el distrito n°8, de la Región de Coquimbo, para el periodo legislativo 2014-2018, siendo reelecto para el periodo legislativo 2018-2022, esta vez, por el nuevo distrito n°5.
Se inscribió como candidato a senador en las elecciones parlamentarias de 2021, dentro de la circunscripción 5, correspondiente a la Región de Coquimbo, resultando electo con el 16% de los votos. Junto a Claudia Pascual, que resultó electa en la circunscripción 7, son los primeros representantes del Partido Comunista en el Senado, desde la elección de Volodia Teitelboim en 1973.

## Controversias
En noviembre de 2022 Teletrece emitió un reportaje sobre los parlamentarios que más solicitudes de permiso sin goce de sueldo realizaron durante marzo de 2021 y marzo de 2022, y que se les descontó un sueldo menor al que correspondería por el código del trabajo, entre los cuales se encontraba Núñez. En el caso particular del senador Núñez, durante dicho período solicitó ocho permisos de los cuales se le descontó 450 000 CLP, mientras que haciendo una estimación a través del código del trabajo que es aplicado al 99% de trabajadores de Chile, la suma descontaba debía ser de 934 985 CLP.

## Historial electoral

### Elecciones parlamentarias de 1997
- Elecciones parlamentarias de 1997, para el Distrito 22 (Santiago)[7]

### Elecciones parlamentarias de 2001
- Elecciones parlamentarias de 2001, para el Distrito 25 (La Granja, Macul y San Joaquín)[8]

### Elecciones parlamentarias de 2013
- Elecciones parlamentarias de 2013, para el Distrito 8 (Coquimbo, Ovalle y Río Hurtado)[9]

### Elecciones parlamentarias de 2017
- Elecciones parlamentarias de 2017 para el Distrito 5 (Andacollo, Canela, Combarbalá, Coquimbo, Illapel, La Higuera, La Serena, Los Vilos, Monte Patria, Ovalle, Paihuano, Punitaqui, Río Hurtado, Salamanca y Vicuña)[10]

### Elecciones parlamentarias de 2021
- Elecciones parlamentarias de 2021 para senador por la 5° Circunscripción, Región de Coquimbo.[11]